# Магистральная вилла
Магистральная вилла (итал. Villa del Priorato di Malta) — вторая по значению резиденция Мальтийского ордена. Располагается в Риме на Авентине.
В Магистральной вилле размещаются Великий приорат Рима (старинное объединение членов ордена в центральной части Италии) и представительство ордена в Итальянской республике. При вилле действует католическая церковь Санта-Мария-дель-Приорато.
В воротах резиденции по проекту Пиранези проделано специальное отверстие. Есть мнение, что оттуда видны целых три государства: Мальтийский орден (которому принадлежит резиденция Ордена), Ватикан (собор Святого Петра) и Италия (к которой относится всё, что в промежутке). Отличить отверстие с видами от простой замочной скважины просто: возле него всегда дежурит пара карабинеров.

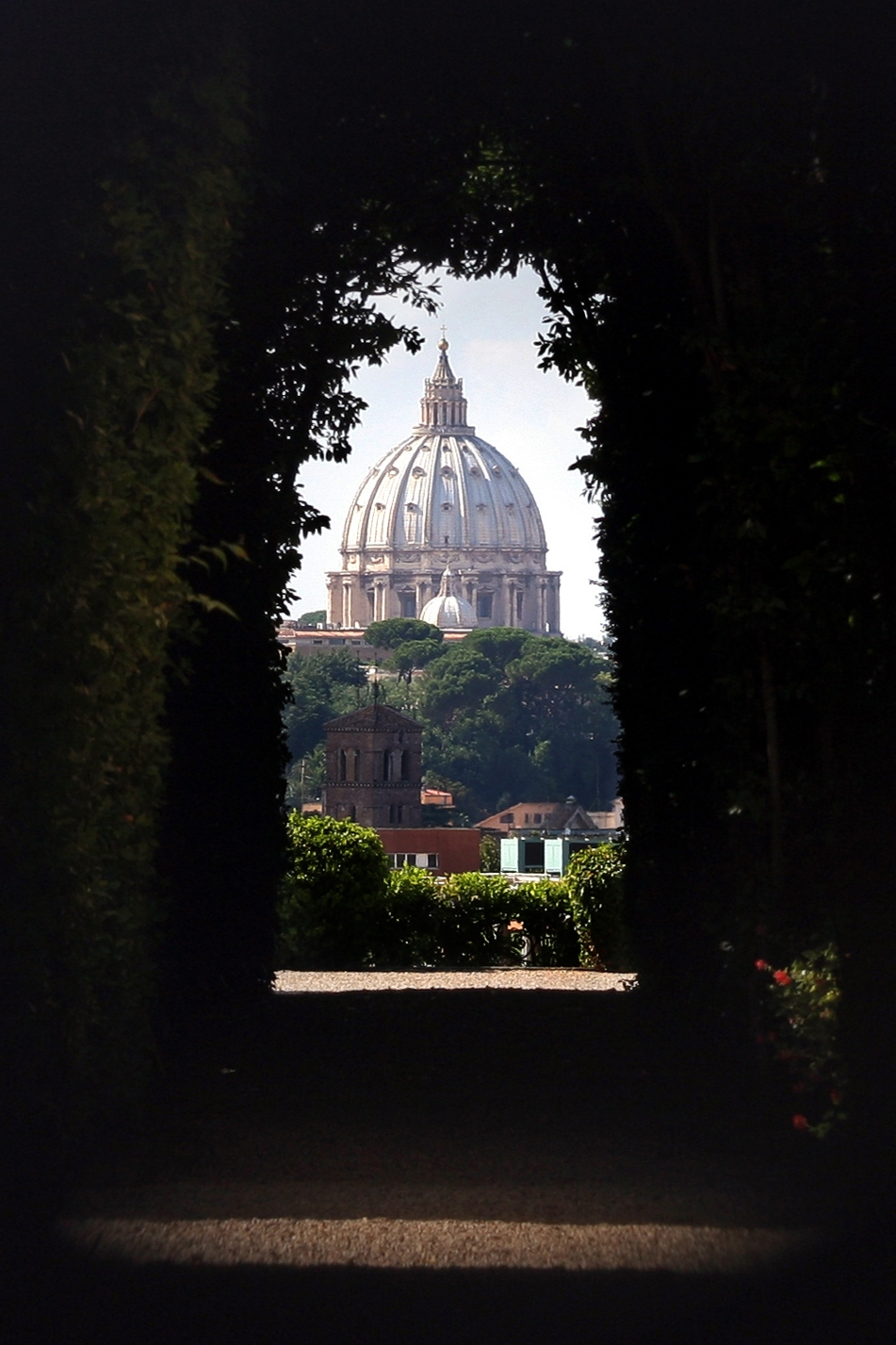
Вид через отверстие в воротах Виллы-дель-Приорато-ди-Мальта на Пьяцца-Кавальери-ди-Мальта на Авентине в Риме